# Friedrich Rüdorff
Friedrich Rüdorff, född den 3 november 1832 i Werl, Westfalen, död den 29 november 1902 i Charlottenburg, var en tysk kemist.
Rüdorff var professor i kemi vid tekniska högskolan i Charlottenburg, för vilken han var rektor 1886-87. Han påvisade genom utförliga undersökningar över köldblandningar och över saltlösningars fryspunkt den så kallade Blagden-Rüdorffs lag, vilken innebär att fryspunktsnedsättningen hos lösningar (inom vissa gränser) är proportionell mot lösningarnas koncentration. I själva verket hade denna lag upptäckts redan 1788 av Charles Blagden, men råkat i glömska, tills den 1861 återupptäcktes av Rüdorff. Han är vidare känd som författare till elementära läroböcker i kemi, som fick vidsträckt användning, bland annat Grundriss der Chemie für den Unterricht an höheren Lehranstalten (1868; 16:e upplagan 1913).